# Netball nos Jogos da Commonwealth de 2014
O netball nos Jogos da Commonwealth de 2014 foi realizado em Glasgow, na Escócia, entre 24 de julho e 3 de agosto. Doze equipes participaram do torneio que é exclusivamente feminino. As partidas foram disputadas no Scottish Exhibition and Conference Centre na fase preliminar e jogos de consolação e na The SSE Hydro nas fases semifinal e final.

## Medalhistas
| Evento   | Ouro | Prata | Bronze |
| Feminino | Caitlin Bassett Tegan Caldwell Bianca Chatfield Julie Corletto Laura Geitz Kimberlee Green Renae Hallinan Sharni Layton Natalie Medhurst Kimberley Ravaillion Madi Robinson Caitlin Thwaites AUS Austrália | Jodi Brown Leana de Bruin Shannon Francois Katrina Grant Ellen Halpenny Anna Harrison Joline Henry Casey Kopua Laura Langman Cathrine Latu Liana Leota Maria Tutaia NZL Nova Zelândia | Romelda Aiken Shanice Beckford Kasey Evering Stacian Facey Thristina Harwood Sasher-Gaye Henry Malysha Kelly Nicole Pinnock Jhaniele Reid Paula Thompson Khadijah Williams Vangelee Williams JAM Jamaica |

## Resultados

### Primeira fase
|  | Equipes classificadas às semifinais           |
|  | Equipes classificadas aos jogos de consolação |

| Equipe           | J | V | D | P  |
| ---------------- | - | - | - | -- |
| Nova Zelândia    | 5 | 5 | 0 | 10 |
| Jamaica          | 5 | 4 | 1 | 8  |
| Malawi           | 5 | 3 | 2 | 6  |
| Irlanda do Norte | 5 | 2 | 3 | 4  |
| Escócia          | 5 | 1 | 4 | 2  |
| Santa Lúcia      | 5 | 0 | 5 | 0  |

| Horário     | Jogo             | Jogo  | Jogo             |
| ----------- | ---------------- | ----- | ---------------- |
| 24 de julho |                  |       |                  |
| 11:30       | Malawi           | 71–50 | Irlanda do Norte |
| 19:00       | Santa Lúcia      | 24–88 | Jamaica          |
| 25 de julho |                  |       |                  |
| 9:30        | Nova Zelândia    | 50–47 | Malawi           |
| 17:00       | Escócia          | 58–30 | Santa Lúcia      |
| 19:00       | Jamaica          | 65–34 | Irlanda do Norte |
| 26 de julho |                  |       |                  |
| 11:30       | Escócia          | 14–71 | Nova Zelândia    |
| 17:00       | Santa Lúcia      | 28–69 | Malawi           |
| 27 de julho |                  |       |                  |
| 9:30        | Jamaica          | 68–26 | Escócia          |
| 19:00       | Irlanda do Norte | 29–78 | Nova Zelândia    |
| 28 de julho |                  |       |                  |
| 17:00       | Irlanda do Norte | 61–40 | Santa Lúcia      |
| 19:00       | Jamaica          | 81–50 | Malawi           |
| 29 de julho |                  |       |                  |
| 11:30       | Nova Zelândia    | 88–19 | Santa Lúcia      |
| 19:00       | Malawi           | 62–35 | Escócia          |
| 30 de julho |                  |       |                  |
| 11:30       | Nova Zelândia    | 50–42 | Jamaica          |
| 17:00       | Escócia          | 32–37 | Irlanda do Norte |

| Equipe            | J | V | D | P  |
| ----------------- | - | - | - | -- |
| Austrália         | 5 | 5 | 0 | 10 |
| Inglaterra        | 5 | 4 | 1 | 8  |
| África do Sul     | 5 | 3 | 2 | 6  |
| País de Gales     | 5 | 2 | 3 | 4  |
| Trinidad e Tobago | 5 | 1 | 4 | 2  |
| Barbados          | 5 | 0 | 5 | 0  |

| Horário     | Jogo          | Jogo  | Jogo          |
| ----------- | ------------- | ----- | ------------- |
| 24 de julho |               |       |               |
| 13:30       | Austrália     | 63–36 | País de Gales |
| 17:00       | T. e Tobago   | 38–37 | Barbados      |
| 25 de julho |               |       |               |
| 11:30       | Inglaterra    | 65–25 | País de Gales |
| 15:00       | África do Sul | 56–40 | T. e Tobago   |
| 26 de julho |               |       |               |
| 9:30        | Austrália     | 49–48 | Inglaterra    |
| 15:00       | África do Sul | 57–36 | Barbados      |
| 19:00       | País de Gales | 50–31 | T. e Tobago   |
| 27 de julho |               |       |               |
| 11:30       | Barbados      | 27–77 | Austrália     |
| 17:00       | Inglaterra    | 41–35 | África do Sul |
| 28 de julho |               |       |               |
| 9:30        | País de Gales | 47–35 | Barbados      |
| 11:00       | T. e Tobago   | 34–69 | Austrália     |
| 29 de julho |               |       |               |
| 9:30        | Inglaterra    | 70–24 | T. e Tobago   |
| 17:00       | África do Sul | 61–41 | País de Gales |
| 30 de julho |               |       |               |
| 09:30       | Austrália     | 64–40 | África do Sul |
| 19:00       | Barbados      | 27–69 | Inglaterra    |

### Finais
| Horário                              | Jogo             | Jogo  | Jogo          |
| ------------------------------------ | ---------------- | ----- | ------------- |
| Disputa pelo 7º lugar – 31 de julho  |                  |       |               |
| 9:30                                 | Irlanda do Norte | 58–36 | País de Gales |
| Disputa pelo 5º lugar – 31 de julho  |                  |       |               |
| 11:45                                | Malawi           | 53–45 | África do Sul |
| Disputa pelo 11º lugar – 31 de julho |                  |       |               |
| 17:00                                | Santa Lúcia      | 27–53 | Barbados      |
| Disputa pelo 9º lugar – 31 de julho  |                  |       |               |
| 19:15                                | Escócia          | 46–28 | T. e Tobago   |

| Horário                           | Jogo          | Jogo  | Jogo       |
| --------------------------------- | ------------- | ----- | ---------- |
| Semifinais – 2 de agosto          |               |       |            |
| 10:00                             | Nova Zelândia | 35–34 | Inglaterra |
| 12:15                             | Austrália     | 57–42 | Jamaica    |
| Disputa pelo bronze – 3 de agosto |               |       |            |
| 10:00                             | Inglaterra    | 48–52 | Jamaica    |
| Final – 3 de agosto               |               |       |            |
| 12:30                             | Nova Zelândia | 40–58 | Austrália  |

## Classificação final
| Pos. | Equipe                |
| ---- | --------------------- |
|      | AUS Austrália         |
|      | NZL Nova Zelândia     |
|      | JAM Jamaica           |
| 4    | ENG Inglaterra        |
| 5    | MAW Malaui            |
| 6    | RSA África do Sul     |
| 7    | NIR Irlanda do Norte  |
| 8    | WAL País de Gales     |
| 9    | SCO Escócia           |
| 10   | TTO Trinidad e Tobago |
| 11   | BAR Barbados          |
| 12   | LCA Santa Lúcia       |

## Quadro de medalhas
| Ordem | País          | Medalha de ouro | Medalha de prata | Medalha de bronze | Total |
| ----- | ------------- | --------------- | ---------------- | ----------------- | ----- |
| 1     | Austrália     | 1               |                  |                   | 1     |
| 2     | Nova Zelândia |                 | 1                |                   | 1     |
| 3     | Jamaica       |                 |                  | 1                 | 1     |
| TOTAL | TOTAL         | 1               | 1                | 1                 | 3     |